# Burg Seelbach (Dautenstein)
Die Burg Seelbach, auch Müller-Schlössle oder Börschelsberg genannt, ist eine abgegangene Höhenburg auf dem Böschlisberg in der Nähe von Schloss Dautenstein bei dem Ortsteil Dautenstein der Gemeinde Seelbach im Ortenaukreis in Baden-Württemberg.
Die Burg wurde 1786 erwähnt und durch einen Steinbruch zerstört. Von der ehemaligen Burganlage ist nichts erhalten.